# Лёгкая атлетика на летних Олимпийских играх 2016 — эстафета 4×400 метров (мужчины)
Соревнования в эстафете 4×400 метров у мужчин на Олимпийских играх 2016 года в Рио-де-Жанейро прошли 19 и 20 августа 2016 года на Олимпийском стадионе.
В ранге олимпийских чемпионов 2012 года участвовала сборная Багамских Островов. Однако главным фаворитом являлась сборная США, становившаяся лучшей в эстафете 4×400 метров 16 раз в истории (из 23 возможных). Американцы являлись также действующими чемпионами мира.
Фавориты подтвердили свой класс: сборная США, за которую на заключительном этапе бежал бронзовый призёр Игр в Рио в беге на 400 метров Лашон Мерритт, стала чемпионом с результатом 2.57,30. Серебро выиграла молодая сборная Ямайки, багамцы на третьей Олимпиаде подряд оказались на подиуме. Бельгия установила национальный рекорд 2.58,52, проиграв в борьбе за бронзу всего 0,03 секунды — самый маленький разрыв между 3-м и 4-м местом в истории. Сразу 6 команд в финале пробежали быстрее 3-х минут, чего прежде в одном забеге никогда не случалось (максимум — 5 команд — был в финале Олимпийских игр 2008 года и на чемпионате мира 2015-го).
Лашон Мерритт стал трёхкратным олимпийским чемпионом.

## Рекорды
До начала летних Олимпийских игр 2016 года мировой и олимпийский рекорды были следующими:
| Мировой рекорд     | Эндрю Валмон, Куинси Уоттс, Батч Рейнольдс, Майкл Джонсон (США)   | 2.54,29 | Штутгарт | 22 августа 1993 |
| Олимпийский рекорд | Лашон Мерритт, Анжело Тейлор, Дэвид Невилл, Джереми Уоринер (USA) | 2.55,39 | Пекин    | 23 августа 2008 |

## Призёры
| Золото                                                                                      | Серебро                                                                                     | Бронза                                                                                           |
| США · Арман Холл · Тони Маккей · Гил Робертс · Лашон Мерритт · Кайл Клемонс · Дэвид Вербург | Ямайка · Питер Мэттьюс · Нейтон Аллен · Фитцрой Данкли · Джейвон Фрэнсис · Рушин Макдональд | Багамские Острова · Алонсо Расселл · Майкл Мэтью · Стивен Гардинер · Крис Браун · Стивен Ньюболд |

## Расписание
| Дата                     | Время | Раунд                  |
| ------------------------ | ----- | ---------------------- |
| Пятница, 19 августа 2016 | 21:10 | Предварительные забеги |
| Суббота, 20 августа 2016 | 22:35 | Финал                  |

Время местное (UTC-3)

## Результаты

### Предварительные забеги
Квалификация: первые 3 команды с каждого забега (Q) и 2 команды с лучшим временем (q) проходили в финал.

#### Забег 1
| Место | Страна            | Спортсмены                                                           | Время   | Примечание |
| ----- | ----------------- | -------------------------------------------------------------------- | ------- | ---------- |
| 1     | Ямайка            | Рушин Макдональд, Питер Мэттьюс, Нейтон Аллен, Джейвон Фрэнсис       | 2:58.29 | Q, SB      |
| 2     | США               | Арман Холл, Тони Маккей, Кайл Клемонс, Дэвид Вербург                 | 2:58.38 | Q, SB      |
| 3     | Ботсвана          | Айзек Макуала, Карабо Сибанда, Онкабетсе Нкоболо, Леанаме Маотоанонг | 2:59.35 | Q, NR      |
| 4     | Польша            | Лукаш Кравчук, Михал Петшак, Якуб Кшевина, Рафал Омелько             | 2:59.58 | q, SB      |
| 5     | Франция           | Мам-Ибра Анн, Тедди Венель, Мамаду Кассе Анн, Томас Жордье           | 3:00.82 | SB         |
| 6     | Колумбия          | Антони Самбрано, Диего Паломеке, Карлос Лемос, Джон Перласа          | 3:01.84 |            |
| 7     | Япония            | Джулиан Уолш, Томоя Тамура, Такамаса Китагава, Нобуя Като            | 3:02.95 |            |
| 8 !   | Тринидад и Тобаго | Джаррин Соломон, Лалонде Гордон, Деон Лендор, Мейчел Седенио         | DSQ     |            |

#### Забег 2
| Место | Страна                   | Спортсмены                                                                 | Время   | Примечание |
| ----- | ------------------------ | -------------------------------------------------------------------------- | ------- | ---------- |
| 1     | Бельгия                  | Жюльен Ватрен, Джонатан Борле, Дилан Борле, Кевин Борле                    | 2:59.25 | Q, NR      |
| 2     | Багамские Острова        | Алонсо Расселл, Крис Браун, Стивен Гардинер, Стивен Ньюболд                | 2:59.64 | Q, SB      |
| 3     | Куба                     | Уильям Кольясо, Адриан Чакон, Осмайдель Пеллисьер, Йоандис Лескай          | 3:00.16 | Q, SB      |
| 4     | Бразилия                 | Педру Луис ди Оливейра, Александр Руссо, Петерсон дос Сантос, Уго де Соуза | 3:00.43 | q, SB      |
| 5     | Доминиканская Республика | Хон Сориано, Лугелин Сантос, Луис Чарльз, Густаво Куэста                   | 3:01.76 | SB         |
| 6     | Венесуэла                | Артуро Рамирес, Омар Лонгарт, Альберт Браво, Фредди Месонес                | 3:02.69 |            |
| 7 !   | Великобритания           | Найджел Левайн, Делано Уильямс, Мэттью Хадсон-Смит, Мартин Руни            | DSQ     |            |
| 7 !   | Индия                    | Кунху Путанпураккал, Мухаммед Анас Яхия, Айясами Дхарун, Арокиа Раджив     | DSQ     |            |

### Финал
| Место | Страна            | Спортсмены                                                                 | Время   | Примечание |
| ----- | ----------------- | -------------------------------------------------------------------------- | ------- | ---------- |
| 1     | США               | Арман Холл, Тони Маккей, Гил Робертс, Лашон Мерритт                        | 2:57.30 | SB         |
| 2     | Ямайка            | Питер Мэттьюс, Нейтон Аллен, Фитцрой Данкли, Джейвон Фрэнсис               | 2:58.16 | SB         |
| 3     | Багамские Острова | Алонсо Расселл, Майкл Мэтью, Стивен Гардинер, Крис Браун                   | 2:58.49 | SB         |
| 4     | Бельгия           | Жюльен Ватрен, Джонатан Борле, Дилан Борле, Кевин Борле                    | 2:58.52 | NR         |
| 5     | Ботсвана          | Айзек Макуала, Карабо Сибанда, Онкабетсе Нкоболо, Леанаме Маотоанонг       | 2:59.06 | NR         |
| 6     | Куба              | Уильям Кольясо, Адриан Чакон, Осмайдель Пеллисьер, Йоандис Лескай          | 2:59.53 | SB         |
| 7     | Польша            | Лукаш Кравчук, Михал Петшак, Якуб Кшевина, Рафал Омелько                   | 3:00.50 |            |
| 8     | Бразилия          | Педру Луис ди Оливейра, Александр Руссо, Петерсон дос Сантос, Уго де Соуза | 3:03.28 |            |